# Épisodes de New York, cour de justice
Cet article présente le guide des épisodes de la série télévisée New York, cour de justice (Law & Order : Trial by Jury).

## Épisode 5:Pour Marissa
- États-Unis : 25 mars 2005 sur NBC
- France : 17 septembre 2006 sur TF1

- Linda Emond (Dr Emily Downey)
- Candice Bergen (Juge Amanda Anderlee)
- Michael Cullen (Détective Joseph Terrano)
- Elisabeth Moss (Katie Nevins)
- Aasif Mandvi (Juge Samir Patel)
- Tim Kang (Dr Liam Kelly)
- Gordana Rashovich (Juge Lillian Alverio)
- Leslie Hendrix (Me Rodgers)
- Isabel Glasser (Jean Nevins)
- Seth Gilliam (Assistant Du Procureur Terence Wright)
- Nicholas Webber (Assistant Du Procureur Ross Campbell)
- Ann Hu (Assistante Du Procureur Sharon Matsu)
- Anna Hopkins (Eve Walsh)
- Lindsay Campbell (Reporter Tv)
- Russell G. Jones (Commis D'arraignement)
- Rik Alan Walter (Bob Donovan)
- Geneva Carr (Talia Rawlings)
- David Raymond Wagner (Roger Dyson)
- Anthony Mangano (Nick Marks)
- Lisa Barnes (Juré #1)
- Marty Zentz (Juré #2)
- Marlon Morrison (Rôle inconnu)
- James Andrew O'connor (Huissier)
- Flint Beverage (Ray Nevins)

## Épisode 6:Lapsus très révélateur
- États-Unis : 1er avril 2005 sur NBC
- France : 13 août 2006 sur TF1

- Danny Johnson (Byron Holmes)
- Zoe Lister-Jones (Trisha Ford)
- David Rogers (Assistant Du Procureur Ted Hearn)
- Seth Gilliam (Assistant Du Procureur Terence Wright)
- Ben Shenkman (Irv Kressel)
- Michael Mulheren (en) (Juge Harrison Taylor)
- Clarke Peters (Rex Dasilva)
- Damaine Radcliff (Ken Jackson)
- Sherri Saum (Tiffany Jackson)
- Marlyne Afflack (Diane Harris)
- Pascale Armand (Assistant Du Procureur Cilla Preston)
- Anne L. Nathan (Audrey Golum)
- Jessica Leccia (Hope Newhall)
- Brian M. O'neill (Détective Zack Martel)
- Umit Celebi (Dr Herbert Spellman)
- Irene Glezos (Juge Evalyn Rene)
- Anna George (Adele)
- Mitchell Green (Clarence Mebane)
- Shaun Powell (Drew Mehlman)
- Mercedes Herrero (Alba Calros)
- Lindsey Kraft (Mlle. Prokolsky)
- Paul Deboy (Steven Leone)
- Charles Techmanv (Juré # 1)
- George Palermo (Juré #2)
- Susan Pellegrino (Juré #3)
- Nadine Mozon (Juré #4)
- Cherita Armstrong (Reporter)
- Rydell Rollins (Autograph Boy)
- Jamie C. Ward (Père)
- Brian Sausa (Rôle inconnu)
- Latany Hall (Jury Foreman)